# Gig Harbor
Gig Harbor az Amerikai Egyesült Államok északnyugati részén, Washington állam Pierce megyéjében elhelyezkedő város. A 2010. évi népszámlálási adatok alapján 7126 lakosa van.

## Történet
Charles Wilkes kapitány egy 1840-es vihar során mentőcsónakját (gig) a helyi kikötőbe vontatta – a település neve innen ered.
1867-ben Samuel Jerisich halász svéd, norvég és horvát bevándorlókkal együtt érkezett meg. A helységet formálisan Alfred M. Burham alapította meg 1888-ban.
Gig Harbor 1942. július 12-én kapott városi rangot. A Tacoma-szoroson átívelő második híd 2007-ben készült el.

## Éghajlat
A város éghajlata mediterrán (a Köppen-skála szerint Csb).
| Hónap                         | Jan. | Feb.  | Már. | Ápr. | Máj. | Jún. | Júl. | Aug. | Szep. | Okt. | Nov.  | Dec.  | Év    |
| ----------------------------- | ---- | ----- | ---- | ---- | ---- | ---- | ---- | ---- | ----- | ---- | ----- | ----- | ----- |
| Rekord max. hőmérséklet (°C)  | 18,9 | 20,0  | 25,0 | 27,8 | 33,3 | 33,9 | 33,9 | 33,9 | 31,7  | 27,8 | 21,7  | 20,0  | 33,9  |
| Átlagos max. hőmérséklet (°C) | 8,9  | 10,6  | 13,3 | 15,6 | 18,9 | 22,2 | 25,0 | 25,0 | 21,7  | 16,1 | 11,7  | 8,3   | 16,5  |
| Átlagos min. hőmérséklet (°C) | 2,8  | 2,8   | 4,4  | 6,1  | 8,9  | 11,7 | 13,3 | 13,3 | 11,1  | 7,8  | 4,4   | 2,2   | 7,4   |
| Rekord min. hőmérséklet (°C)  | −8,3 | −11,7 | −9,4 | −1,7 | 1,1  | 2,8  | 7,2  | 5,0  | 1,1   | −3,3 | −15,0 | −14,4 | −15,0 |
| Átl. csapadékmennyiség (mm)   | 151  | 102   | 103  | 76   | 54   | 40   | 17   | 21   | 33    | 94   | 170   | 140   | 1001  |
| Forrás: The Weather Channel   |      |       |      |      |      |      |      |      |       |      |       |       |       |

## Népesség
A 2010-es népszámláláskor a városnak 7126 lakója, 3291 háztartása és 1937 családja volt. A népsűrűség 466,1 fő/km2. A lakóegységek száma 3560, sűrűségük 232,8 db/km2. A lakosok 90,2%-a fehér, 1,2%-a afroamerikai, 0,6%-a indián, 2,4%-a ázsiai, 0,5%-a a Csendes-óceáni szigetekről származik, 1,4%-a egyéb, 3,6%-a pedig kettő vagy több etnikumú. A spanyol vagy latino származásúak aránya 5,8% (   )
A háztartások 22,2%-ában élt 18 évnél fiatalabb. 46,7% házas, 9% egyedülálló nő, 3,1% egyedülálló férfi, 41,1% pedig nem család. 34,2% egyedül élt; 17,1%-uk 65 éves vagy idősebb. Egy háztartásban átlagosan 2,12 személy élt; a családok átlagmérete 2,69 fő.
A medián életkor 48,1 év volt. A város lakóinak 18%-a 18 évesnél fiatalabb, 7% 18 és 24 év közötti, 21%-uk 25 és 44 év közötti, 29%-uk 45 és 64 év közötti, 25%-uk pedig 65 éves vagy idősebb. A lakosok 46%-a férfi, 54%-a pedig nő.

## Oktatás
A város iskoláinak fenntartója a Peninsula Tankerület.

## Nevezetes személyek
- Austin Seferian-Jenkins, amerikaifutball-játékos[16]
- Bob Mortimer, hittérítő[17]
- Christophe Bisciglia, vállalkozó[18]
- Cory Procter, amerikaifutball-játékos[19]
- Doris Brown Heritage, atléta[20]
- Freddie Goodwin, labdarúgó[21]
- Jay Faerber, író[22]
- Jini Dellaccio, fotós[23]
- Josh Lucas, színész[24]
- Keith Weller, labdarúgó[25]
- Kyle Stanley, golfozó[26]
- Marian Call, énekes-dalszerző[27]
- Tally Hall, labdarúgó[28]

## Fordítás
- Ez a szócikk részben vagy egészben  a   Gig Harbor, Washington című angol Wikipédia-szócikk ezen változatának fordításán alapul.  Az eredeti cikk szerkesztőit annak laptörténete sorolja fel. Ez a jelzés csupán a megfogalmazás eredetét és a szerzői jogokat jelzi, nem szolgál a cikkben szereplő információk forrásmegjelöléseként.